# St.-Andreas-Bobola-Kirche (Zarzyca)

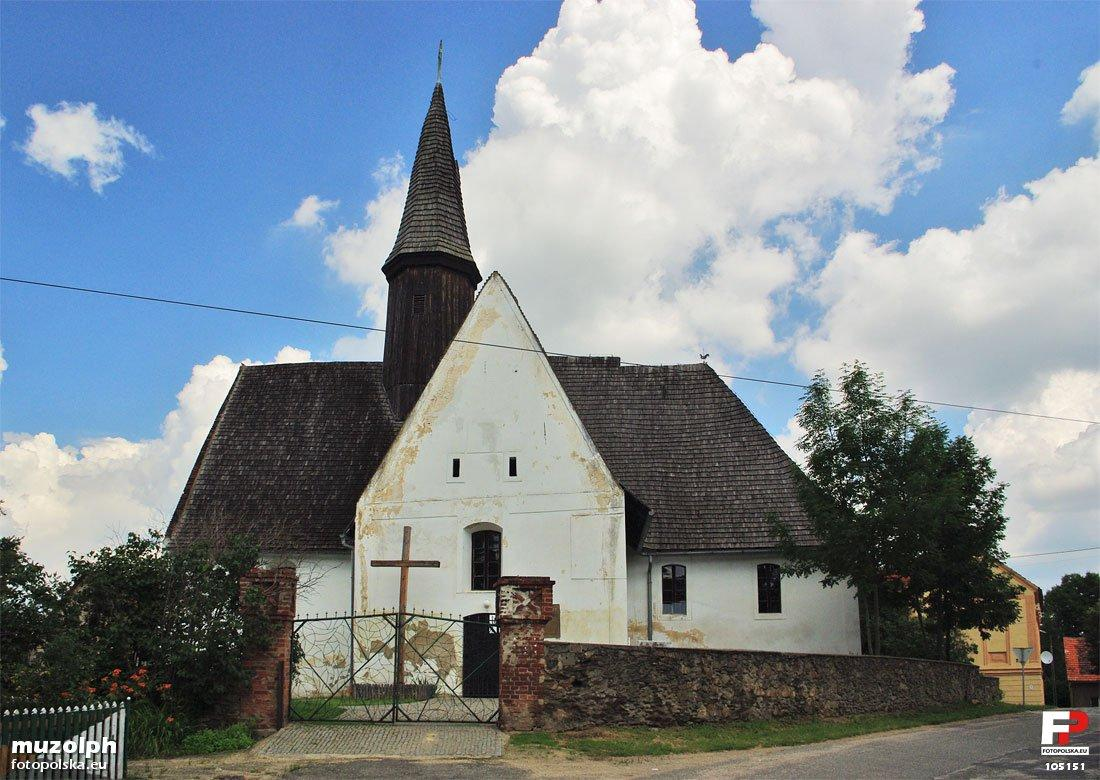
St.-Andreas-Bobola-Kirche in Zarzyca, Vorderansicht

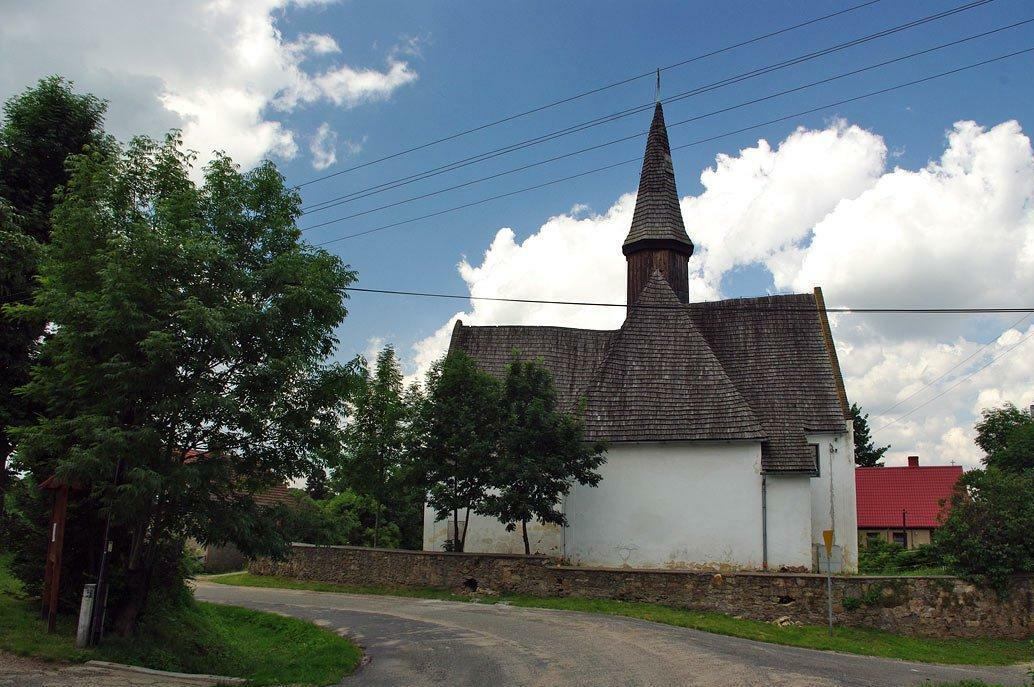
Rückansicht

Die römisch-katholische St.-Andreas-Bobola-Kirche (polnisch kościół filialny pw. św. Andrzeja Boboli) in Zarzyca (deutsch Reichau) einem Dorf in der Landgemeinde Kondratowice (Kurtwitz) in der polnischen Woiwodschaft Niederschlesien geht auf eine Gründung des 14. Jahrhunderts zurück. Der heutige Bau stammt aus dem Anfang des 17. Jahrhunderts. Bis zur Zwangsenteignung 1945 diente das Gebäude der deutschen evangelischen Gemeinde als Pfarrkirche. Als Baudenkmal ist sie geschützt.

## Geschichte
Die Ersterwähnung der Pfarrkirche in „Rychaw“ erfolgte 1350 in einem Notariatsdokument. Wie der damalige Pastor Golcke im 18. Jahrhundert in seinen Aufzeichnungen berichtet, besaßen in frühester Zeit zwei polnische Edelleute Ober- und Nieder-Reichau. Die Brüder erbauten an der Grenze ihrer Anteile diese Kirche, so dass jeder das halbe Kirchenlehen erhielt. Unter welchem Patrozinium das Gotteshaus in seiner Gründungszeit stand, ist unbekannt. Um 1530 wurde die Kirche evangelisch und war seither „nie wieder in die Hände der Papisten gefallen“. Unter Einbeziehung einzelner Elemente eines spätgotischen Vorgängerbaues wurde von 1611 bis 1612 die heutige Kirche errichtet. Seit 1689 war die Kirchengemeinde mit Siegroth verbunden, wobei Reichau immer die Rechte einer Mutterkirche behielt. Seit 1689 diente sie der Gemeinde Siegroth als Zufluchtskirche, da die Protestanten die Kirche an die Katholiken abtreten mussten. Reichau war bereits seit 1653 für angrenzende ihrer Kirchen beraubten Gemeinden im Münsterbergischen Zufluchtskirche und blieb es bis zur Restitution 1707. 
Aus Platzgründen ließ Jaroslaus von Paczinsky auf Reichau 1705 die Kirche vergrößern. Kaiser Joseph I. verhängte darauf eine Strafe von 2000 Dukaten und die Beseitigung des Erweiterungsbaues. Die Summe wurde eingezogen, die Ausführung des Befehls aber verschoben. Der Vorgang verschärfte den Konflikt bei der Brieger Regierung, in der ein Verwandter des Grundherren mit dem Landeshauptmann den Protestantismus vertrat. 1743 berief die damalige Grundherrin Anna Sophia von Langenau geb. von Paczensky und Tenzin auf Ober- und Nieder-Reichau zum Pastor der Pfarrkirche von Reichau Johann Golcke aus Brieg, der sein Amt in Reichau über vierzig Jahre ausübte. 1749 wurde der mitten auf der Kirche stehende Glockenturm befestigt, neu gedeckt und rot angestrichen. Außer dem Kirch- und Pfarrdorf Reichau hatte die Kirche in den 1780er Jahren fünf eingepfarrte Dörfer mit ebenso fielen adligen Dominien. 
Mitte des 19. Jahrhunderts als „in Kreuzform massiv mit Schindeldach, worauf sich ein hölzerner Turm befindet“ beschrieben. Die Ziffer ist am Aufgang zur Empore neben dem Altar angebracht. 1848 besaß das Kirchenpatronat die verwitwete Protestantin Frau von Burgsdorf, geb. von Sallet, auf Reichau. Das Kirchenkolleg bestand zu dieser Zeit aus einem Pastor und zwei Kirchvätern. Pastor war seit 1829 Johann Friedrich Gürich, der 1821 bis 1824 in Breslau studierte. Gottesdienste fanden wie gewöhnlich und an den ersten hohen Festtagen, am Karfreitag, Bußtag, Erntefest und am zehnten Sonntag nach Trinitatis statt. Acht nicht unierte Lutheraner hielten sich nach Woiselwitz bei Strehlen. Zur Kirche gehörte ein Kirchhof und eine evangelische Schule für die ganze Parochie, in dem 1848 ein Lehrer 180 Schüler unterrichtete. Lehrer war seit 1842 Gustav Vogt, der durch das Schulreglement besoldet wurde. Die Kirche wurde nach der Vertreibung der deutschen Bevölkerung nach 1945 für den römisch-katholischen Gottesdienst verwendet. Sie ist heute eine dem Patrozinium des heiligen Andreas Bobola unterstellte römisch-katholische Filialkirche.

## Beschreibung
Die einschiffige Kirche mit kreuzförmigen Grundriss zeigt spätgotische Reste und stammt in heutiger Form im Wesentlichen aus der Zeit um 1612. An dem rechteckigen Chor schließt an der Nordseite als ältester Gebäudeteil eine Sakristei an. Über der Kirche befindet sich ein achteckiger, hölzerner Glockenturm. Der Innenraum besitzt eine hölzerne Flachdecke sowie einer Empore mit Orgel und Renaissance-Balustrade. Das Treppengeländer mit geschnitzten Pforten entstand 1612. Der barocke Altar und Kanzel stammen aus der Zeit um 1720. Das Gestühl neben dem Altar ist mit Renaissance-Mustern verziert. An den Wänden befinden sich vier Grabsteine, für eine Frau, zwei Jungfrauen und einen Knaben mit den Figuren der Verstorbenen aus dem Anfang des 17. Jahrhunderts. Der hölzerne Kirchturm trug zwei Glocken die 1611 von Hans Pamberger in Schweidnitz gegossen wurden. Zu den Gerätschaften gehörte ein Kelch von 1591.

## Pfarrsprengel
Zur evangelischen Parochie gehörten im 19. Jahrhundert:
- Reichau (290 Einwohner, 269 evangelisch),
- Roth-Neudorf (195 Einwohner, 141 evangelisch)
- Korschwitz (236 Einwohner, 208 evangelisch)
- Wischkowitz (85 Einwohner, 75 evangelisch)
- Ober Johnsdorf (182 Einwohner, 162 evangelisch)
- Tarchwitz (225 Einwohner, 166 evangelisch)